# 1955년 지중해 게임
1955년 지중해 게임(스페인어: Juegos Mediterráneos de 1955)은 지중해 게임의 두 번째 대회로 1955년 7월 15일부터 25일까지 스페인 바르셀로나에서 열렸다. 10개국 1135명의 선수가 참가했으며 19개 종목이 진행되었다. 
프랑스가 가장 많은 금메달과 메달을 획득하면서 종합 메달 순위 1위에 올랐다.

## 종목
- 농구
- 다이빙
- 럭비 유니언
- 레슬링
- 롤러하키
- 복싱
- 사격
- 사이클
- 수구
- 수영
- 승마
- 요트
- 육상
- 역도
- 조정
- 체조
- 축구
- 펜싱
- 필드하키

## 참가국
제2회 지중해 게임에는 총 10개 국가가 참가했다.
- 그리스 (73)
- 레바논 (34)
- 모나코 (14)
- 몰타 (4)
- 스페인 (287) (개최국)
- 시리아 (41)
- 이집트 (169)
- 이탈리아 (195)
- 튀르키예 (52)
- [[파일:{{{국기그림-1830}}}|22x20px|border |alt=프랑스의 기]] 프랑스 (278)

## 메달 집계
| 순위 | 국가                                                                   | 금메달 | 은메달 | 동메달 | 합계 |
| ---- | ---------------------------------------------------------------------- | ------ | ------ | ------ | ---- |
| 1    | [[파일:{{{국기그림-1830}}}\|22x20px\|border \|alt=프랑스의 기]] 프랑스 | 39     | 29     | 31     | 99   |
| 2    | 이탈리아                                                               | 32     | 27     | 22     | 81   |
| 3    | 스페인                                                                 | 12     | 15     | 18     | 45   |
| 4    | 이집트                                                                 | 9      | 20     | 17     | 46   |
| 5    | 튀르키예                                                               | 8      | 3      | 3      | 14   |
| 6    | 그리스                                                                 | 1      | 7      | 8      | 16   |
| 7    | 레바논                                                                 | 1      | 1      | 4      | 6    |
| 8    | 시리아                                                                 | 0      | 0      | 1      | 1    |
| 합계 | 합계                                                                   | 102    | 102    | 104    | 308  |